# Азербайджан на «Детском Евровидении»
Участие Азербайджана на «Детском Евровидении» впервые началось на юбилейном десятом конкурсе 2012 года, который проходил в Амстердаме, Нидерланды. Общественное телевидение Азербайджана (İTV), член Европейского вещательного союза (ЕВС), отвечает за процесс выбора своего участника. Изначально вещатель использовал формат национального отбора для участия в конкурсе 2012 года. Первыми представителями страны были Омар и Суада с песней «Girls and Boys» (Dünya Sənindir). Дуэт занял одиннадцатое место из двенадцати возможных. После второго участия в 2013 году, когда Рустам Каримов занял седьмое место, İTV снялся с конкурса 2014 года по неизвестным причинам. Страна вернулась к участию на один год, в 2018 году, где Фидан Гусейнова заняла шестнадцатое место из двадцати. В 2021 году Азербайджан снова вернулся на конкурс. Телеканал внутренне выбрал Сону Азизову, чтобы представлять страну с песней «One of Those Days» на конкурсе в Париже. Девочка заняла пятое место со 151 баллом. На данный момент, это лучший результат страны на конкурсе. В 2025 году страна вернётся на конкурс.

## Выступления

### 2012 год
На детском «Евровидении 2012» в Амстердаме, на котором были представлены 12 стран, помимо Азербайджана дебютировали также Албания и Израиль. 6 сентября 2012 года руководитель по связям с общественностью ITV Таир Мамедов сообщил, о скором начале отборочного тура, на котором и будет определён представитель Азербайджана. 9 октября в рамках национального отборочного тура определились представители страны — Омар Султанов и Суада Алекперова.

### 2021 год
16 августа 2021 вещатель ITV официально подтвердил, что Азербайджан вернётся на конкурс «Детское Евровидение- 2021». Исполнитель выбирался с помощью вокального телешоу «Голос.Дети». Была выбрана финалистка Сона Азизова. Последний раз Азербайджан участвовал в 2018 году.

### 2022-2024 год
В январе 2022 года ITV рассматривал участие страны на конкурсе, несмотря на его проведение в Армении. Но в итоге страна не приняла участие в конкурсе. В 2023 и в 2024 годах Азербайджан также не принимал участие в конкурсе.

### 2025 год
16 августа 2025 года вещатель ITV официально подтвердил, что Азербайджан вернётся на конкурс «Детское Евровидение- 2025».

## Участники
Победитель
     Второе место
     Третье место
     Четвёртое место
     Пятое место
     Последнее место
     Не участвовал или был дисквалифицирован
     Несостоявшееся участие
| Год                              | Место проведения | Исполнитель                      | Песня                             | Перевод                       | Язык                        | Место | Баллы |
| -------------------------------- | ---------------- | -------------------------------- | --------------------------------- | ----------------------------- | --------------------------- | ----- | ----- |
| 2012                             | Амстердам        | Омар Султанов и Суада Алекперова | «Boys and Girls» (Dünya Sənindir) | «Мальчики и девочки»          | Азербайджанский, английский | 11    | 49    |
| 2013                             | Киев             | Рустам Каримов                   | «Me and My Guitar»                | «Я и моя гитара»              | Азербайджанский, английский | 7     | 66    |
| Не участвовал с 2014 по 2017 год |                  |                                  |                                   |                               |                             |       |       |
| 2018                             | Минск            | Фидан Гусейнова                  | «I Wanna Be Like You»             | «Я хочу быть похожей на тебя» | Азербайджанский, английский | 16    | 47    |
| Не участвовал с 2019 по 2020 год |                  |                                  |                                   |                               |                             |       |       |
| 2021                             | Париж            | Сона Азизова                     | «One of Those Days»               | «Один из тех дней»            | Азербайджанский, английский | 5     | 151   |
| Не участвовал с 2022 по 2024 год |                  |                                  |                                   |                               |                             |       |       |
| 2025                             | Тбилиси          |                                  |                                   |                               |                             |       |       |

### Фотогалерея

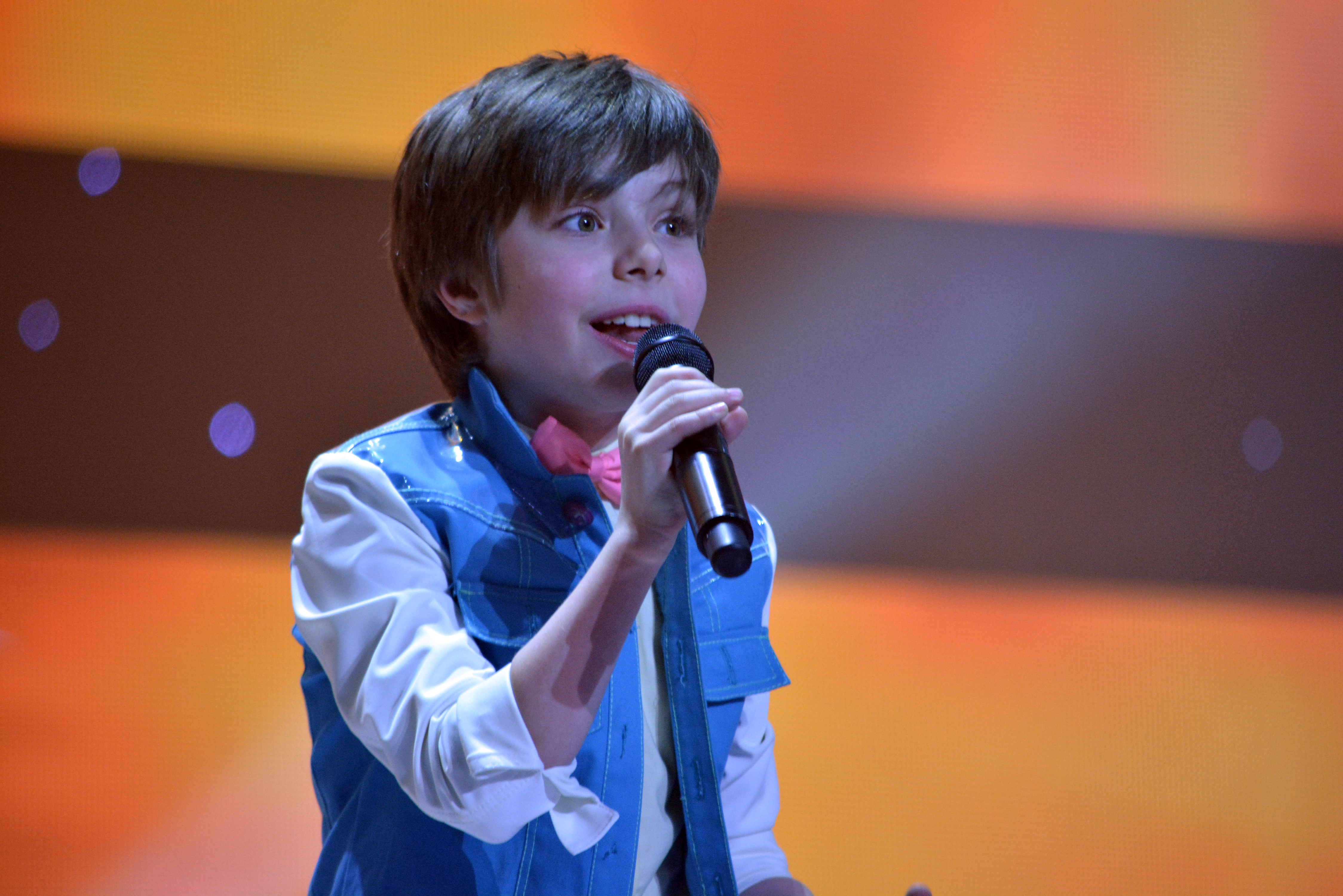
Рустам Каримов в Киеве (2013)
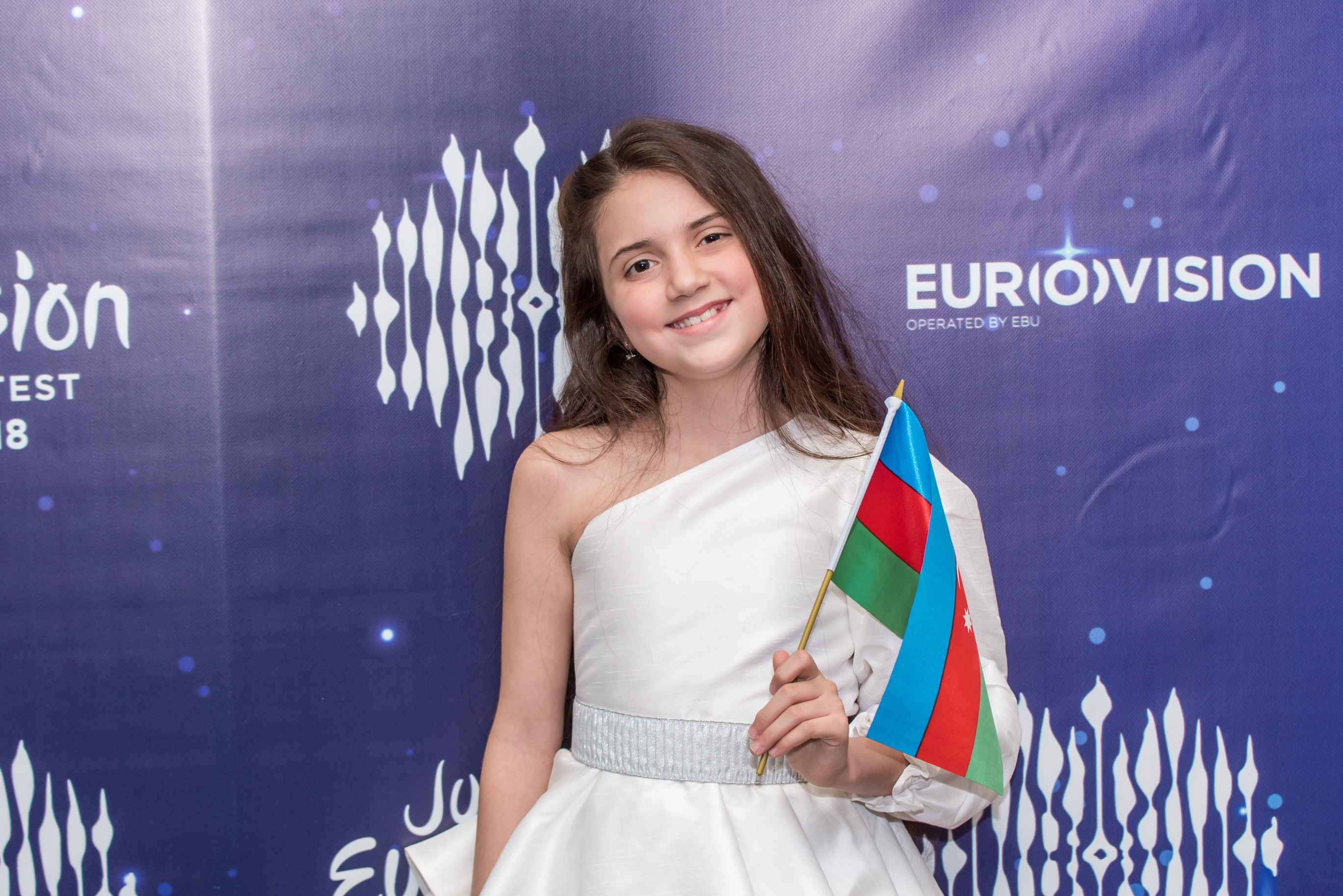
Фидан Гусейнова в Минске (2018)
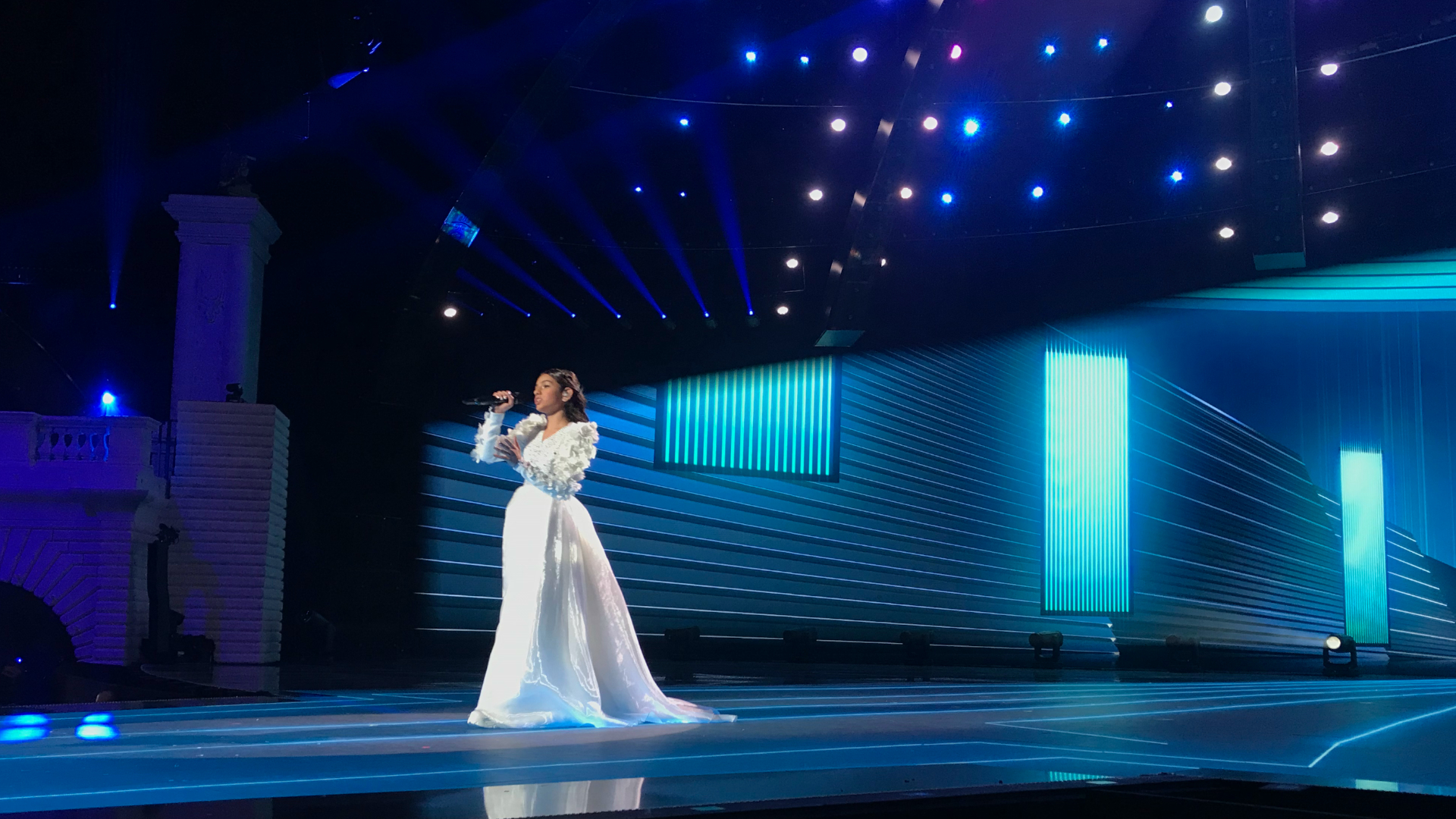
Сона Азизова в Париже (2021)

## Комментаторы и глашатаи
Конкурсы транслируются онлайн по всему миру через официальный сайт песенного конкурса «Детское Евровидение» и YouTube-канал. Общественное телевидение Азербайджана (İTV) присылает на каждый конкурс своих комментаторов, чтобы они комментировали конкурс на азербайджанском языке. Глашатаи также самостоятельно выбираются национальным вещателем для того, чтобы объявлять баллы от Азербайджана. Ниже в таблице приведена подробная информация о каждом комментаторе и глашатае, начиная с 2012 года. До своего участия первого участия Азербайджан транслировал конкурс три раза.
| Год       | Комментатор                   | Глашатай          |
| --------- | ----------------------------- | ----------------- |
| 2007      | Неизвестно                    | Не участвовал     |
| 2008      | Неизвестно                    | Не участвовал     |
| 2009      | Неизвестно                    | Не участвовал     |
| 2010—2011 | Не транслировал               | Не участвовал     |
| 2012      | Конул Арифкизи                | Лейла Гаджилы     |
| 2013      | Конул Арифкизи                | Ляман Мирзалиева  |
| 2014—2017 | Не транслировал               | Не участвовал     |
| 2018      | Шафига Эфендиева              | Валех Гусейнбейли |
| 2019—2020 | Не транслировал               | Не участвовал     |
| 2021      | Мурад Ариф и Шафига Эфендиева | Сулейман          |
| 2022—2024 | Не транслировал               | Не участвовал     |